# Pteromalus papaveris
Pteromalus papaveris är en stekelart som beskrevs av Förster 1841. Pteromalus papaveris ingår i släktet Pteromalus, och familjen puppglanssteklar. Arten är reproducerande i Sverige.